# Satrox (Musikgruppe)
Satrox war eine Hard-Rock-Band aus der Schweiz, die zu Beginn der 1990er Jahre in der Schweiz nationale Erfolge feiern konnten.

## Bandgeschichte
Satrox wurde Anfang 1985 in Wattwil (SG) gegründet und ging aus den zwei Toggenburger Rock-Bands Anna's Joy und Bolloks hervor. 1985 nahm die Band unter dem Namen Satrox ihre erste Single Through the Night/Goin’ Insane auf (Thomas Moser Gesang und Gitarre, Pius Schuler Gitarre, Claudio Cueni Keyboards, Peter Grob Bass, Willi Thoma Schlagzeug). 1986 kam es mit dem Zugang von Peter Mauerhofer (Gitarre), Sven Jäger (Bass) und Andreas Demeuth (Schlagzeug) zur ersten grösseren Umbesetzung. 1988 fand die zweite grössere Umsetzung statt mit dem Zugang von Christoph Sonderer (Schlagzeug), Werner Schweizer (Gesang), Peter Grob (erneut Bass) und Dany Schärz (Keybord). In dieser Formation feierte die Band dann nationale Erfolge. Von den ursprünglichen Gründungsmitgliedern machte sich Claudio Cueni in den 1990er Jahren international als Musikproduzent, Toningenieur, und Mixing Engineer einen Namen. Pius Schuler stieg bei der Schweizer Rockband Allison ein. 
Satrox veröffentlichten zwei Alben, die sich hoch in den Charts platzierten. Das Album Heaven Sent erreichte Platz 9 der Charts und die Single (Love Is) More Than A Feeling kletterte bis auf Platz 12. Bei ihrer 1992er Tour spielten Gotthard im Vorprogramm von Satrox. Obwohl Satrox in ihrem Heimatland bei einem Major Label unter Vertrag waren, konnten sie ausserhalb der Schweiz nie richtig Fuss fassen. Die Band trennt sich nach dem zweiten Album. Sänger Werner Schweizer und Schlagzeuger Danni Zimmermann sind heute bei der schweizerisch-liechtensteinischen Rockband Lovechild aktiv. Schweizer singt parallel in der Metal-Band Kharma, in der auch Keyboarder Dany Schärz mitwirkt. Peter «Mur» Mauerhofer, musikalischer Kopf von Satrox, spielt heute bei der Band Oneway, bei welcher ebenfalls Jonny Stutz (früher bei der ebenfalls sehr erfolgreichen Band Allison) mitwirkt.

## Diskografie

### Studioalben
- 1990: Heaven Sent
- 1992: Energy

### Singles und EPs
- 1990: (Love Is) More Than a Feeling